# Oghamsteine von Adare

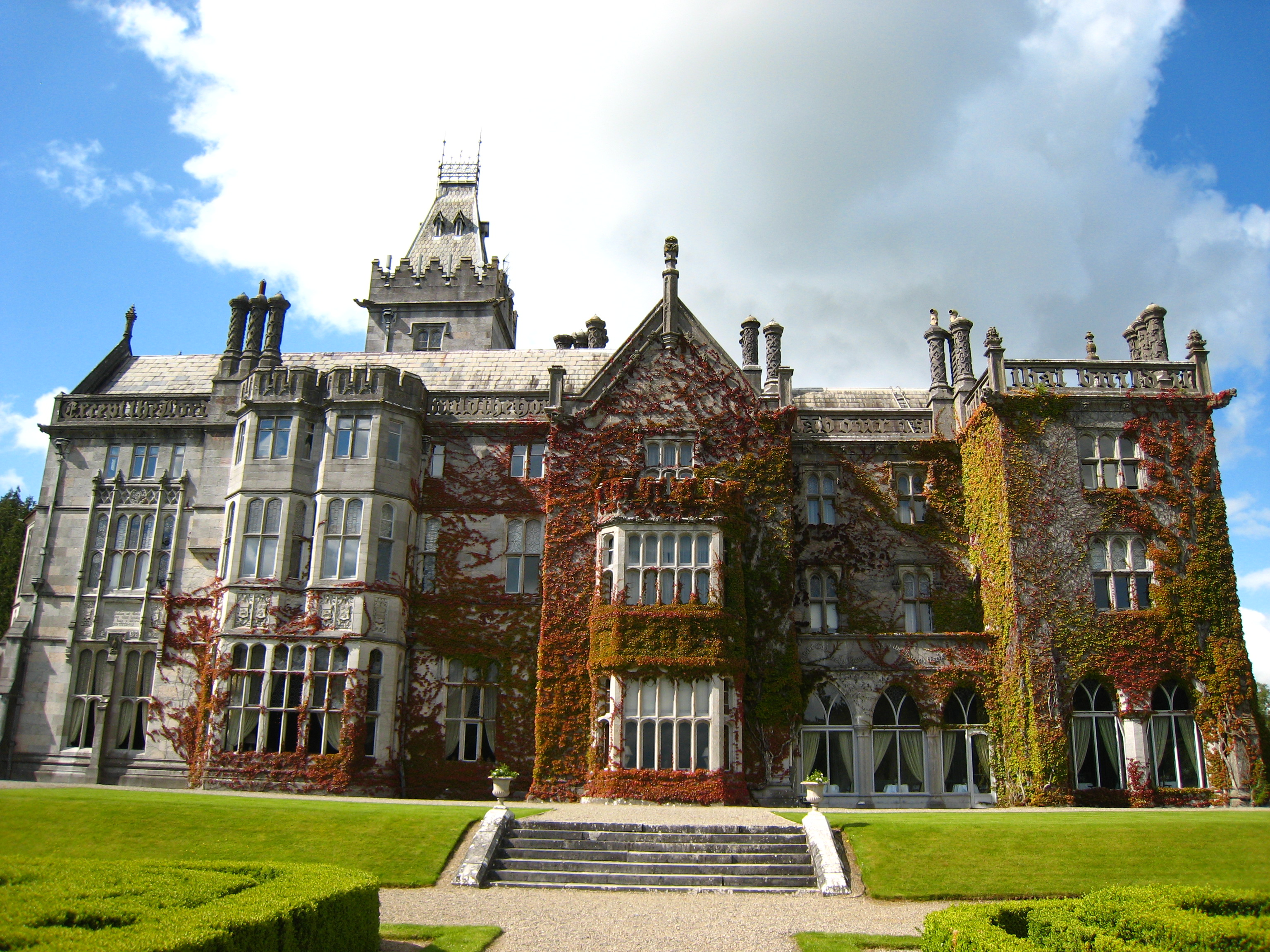
Adare Manor Hotel

Die fünf Oghamsteine von Adare (irisch Áth Dara) im County Limerick in Irland stehen in einem kleinen Wäldchen auf dem Gelände des „Adare Manor Hotels“. Zumindest die Oghamsteine Nr. 1 und 5 stammen von einem Souterrain bei Rockfield im County Kerry. Sie wurden später in Laharan für den Bau einer Hütte verwendet. Lord Edwin Dunraven ließ sie und weitere Steine zu seiner Villa in Adare bringen. Zwischen den Steinen 3 und 4 liegt ein unmarkierter Stein.
Stein Nr. 1 ist 1,4 Meter hoch und stammt lt. S. Ziegler von 500 – 700 n. Chr. und trägt die Inschrift:
MAQIRITTE MAQI KOLABO [MAQI MOCO QERAI]
Stein Nr. 5 ist 2,13 Meter hoch und stammt lt. S. Ziegler von 400 – 500 n. Chr. trägt die Inschrift:l
COILLABBOTAS MAQUI CORBBI MAQI MOCOI QERAI